# Dobeneck (Adelsgeschlecht)

Wappen derer von Dobeneck

Dobeneck, auch Daubeneck, ist der Name eines alten ostfränkischen Adelsgeschlechts. Die Familie, deren Zweige zum Teil noch bestehen, gehört zum vogtländischen Uradel. Später gelangten die Herren von Dobeneck auch in Sachsen, Preußen und Württemberg zu Besitz und Ansehen.

## Geschichte

### Herkunft
Die Familie ist stammesverwandt mit den Geschlechtern Vasmann und Falkenstein. Erstmals erwähnt wurde das Geschlecht mit Berthold von Dobeneck, der im Jahre 1279 urkundlich erschien. Die durchgehende Stammreihe begann 1314 mit Jan von Dobeneck auf Gottsmannsgrün.
Dobeneck, das namengebende Stammhaus, ist heute ein Gemeindeteil der Stadt Rehau im oberfränkischen Landkreis Hof in Bayern. Eine Burg Dobeneck wurde dort bereits 869 erstmals erwähnt. Auch der Ort Dobeneck bei Taltitz im sächsischen Vogtland, der zum Teil beim Bau der Talsperre Pirk verschwand, hing siedlungsgeschichtlich mit dieser Familie zusammen. Dort ist seit 1279 ein Herrensitz benannt.

### Ausbreitung und Besitzungen
Die Familie von Dobeneck hatte im Mittelalter ihre Besitzungen vorwiegend im heutigen Landkreis Hof in Oberfranken. Im Gebiet um Hof sind die Dobenecker nachweisbar in Rudolphstein und Fattigsmühle, auf Burg und Schloss (1815–1839) Brandstein mit Vorwerken in Schnarchenreuth, Gottsmannsgrün, Bug und auf dem Burggut Schlegel 1380 und wieder 1856/1873. Ab 1645 saßen sie auf Schloss Kaulsdorf (Saale), in der zweiten Hälfte des 17. Jahrhunderts auf Schloss Hofeck. In Moos gab es 1390 ein Herrenhaus der Dobenecker.
In Berg befindet sich an einer Stelle, an der ein Dobenecker von einem Reitzensteiner erschlagen wurde, ein Steinkreuz. Das Kreuz soll ins Gemeindewappen aufgenommen worden sein. In Berg sind einige Grabsteine der Dobenecker zu sehen.
Im 16. und 17. Jahrhundert besaßen Zweige der Familie einige Güter in Preußen, unter anderem in Sassen bei Mohrungen in Ostpreußen, das noch Anfang des 18. Jahrhunderts im Familienbesitz war. Auch Blintendorf im kursächsischen Amt Plauen war im 17. Jahrhundert als reußisches Lehen im Besitz der Familie.
Wilhelm von Dobeneck († 1609), „der Rheinländer“, war kurpfälzischer Stallmeister und hatte Besitz in Wiesloch und Altwiesloch.
Die Herren von Dobeneck waren seit dem frühen 16. Jahrhundert Mitglieder der Reichsritterschaft im Ritterkanton Gebürg des Fränkischen Ritterkreises und gehörten auch zur Vogtländischen Ritterschaft.

### Persönlichkeiten
Ursula von Dobeneck wurde 1449 Äbtissin im Klarissenkloster Hof. Alban war 1530 Herr auf Rotha, Schlögel und Gottmannsgrün, Melchior besaß unter anderem Göritz und Prössen, und Conrad von Dobeneck war Mitbesitzer von Gottmannsgrün. Conrads Nachkommen waren Christian Friedrich von Dobeneck auf Brandenstein, fürstlich Schwarzburger Oberstleutnant und Kammerjunker und der fürstlich bayreuthische Geheimrat, Hofrichter und Amtshauptmann Johann Heinrich von Dobeneck, Herr auf Kaulsdorf und Birkicht.
Kunemund und Fabian von Dobeneck waren an der Fehde des Kunz von Aufseß 1464 gegen den Würzburger Bischof Johann III. von Grumbach beteiligt. Es sollen 280 Reiter, darunter etliche Mitglieder lokaladeliger Familien, in das Bistum eingefallen sein. Ihr Erscheinen war aber nicht unerwartet und so wurde mehr als die Hälfte gefangen gesetzt und in einem Triumphzug durch Würzburg geführt.
Stammvater der preußischen Linie war wahrscheinlich Balthasar von Dobeneck, Herr auf Forsteretz. Aus diesem Zweig kam Hiob (auch Job) von Dobeneck, der um 1500 Bischof von Pomesanien wurde. Er war Mitglied des Deutschen Ritterordens und wurde „der Eiserne“ genannt, da er stets ganz geharnischt mit seinem Gefolge ausritt. Balthasar II. von Dobeneck wurde Amtshauptmann zu Riesenburg und 1625 Kammerhof- und Justizrat in Preußen. Von Preußen gelangten einzelne Zweige auch in das Königreich Polen.
Hans Rudolf Freiherr von Dobeneck (* 19. November 1748) starb am 10. Mai 1797 als herzoglich württembergischer Kammerherr. Sein Nachkomme Ferdinand Freiherr von Dobeneck (1791–1867) wurde königlich preußischer Generalleutnant. Aus seiner Ehe mit Maria von Pobeheim (* 1800) gingen eine Tochter und fünf Söhne hervor. Sein Bruder Carl Freiherr von Dobeneck (* 20. April 1796; † 22. Januar 1865) wurde königlich bayerischer Kämmerer, Regierungs- und Konsistorialrat. Er heiratete 1826 Franziska (Fanny) Freiin von Welden (1807–1881). Das Paar hatte zwei Töchter und fünf Söhne. Ihr Sohn Constantin Freiherr von Dobeneck (* 10. Juni 1830; † 9. Dezember 1903) wurde königlich bayerischer Kreis- und Stadtgerichts-Accessist zu Schweinfurt. Einer seiner Urenkel war Hans-Ludwig von Dobeneck (* 30. Juli 1948; † 4. September 2011) Pfarrer, Psychologe und Landeskirchlicher Beauftragter für Pastoral-Psychologische Fortbildung mit dem Schwerpunkt Tiefenpsychologie. Zuletzt wirkte er als Studienleiter am Zentrum für Seelsorge der Badischen Landeskirche in Heidelberg.
Ein bedeutender Vertreter der Familie im 19. Jahrhundert war Alban von Dobeneck (1833–1919), der sich Anfang des 20. Jahrhunderts durch seine Familienforschungen um die Genealogie kleiner verwandter fränkischer Adelsfamilien, oft auch zunächst reichsfreier Ministerialen, verdient gemacht hat. Von ihm stammen die noch aussagekräftigen Stammbäume der Familien von Sparneck, Lüchau, Kotzau und der Rabensteiner zu Döhlau. Er ging dabei auch intensiver auf die Familie von Weißelsdorf ein. Ein Familienverband wurde 1909 gegründet. Das Familienarchiv befindet sich in Bamberg. Die noch lebenden Namensträger sind innerhalb Deutschlands verteilt.

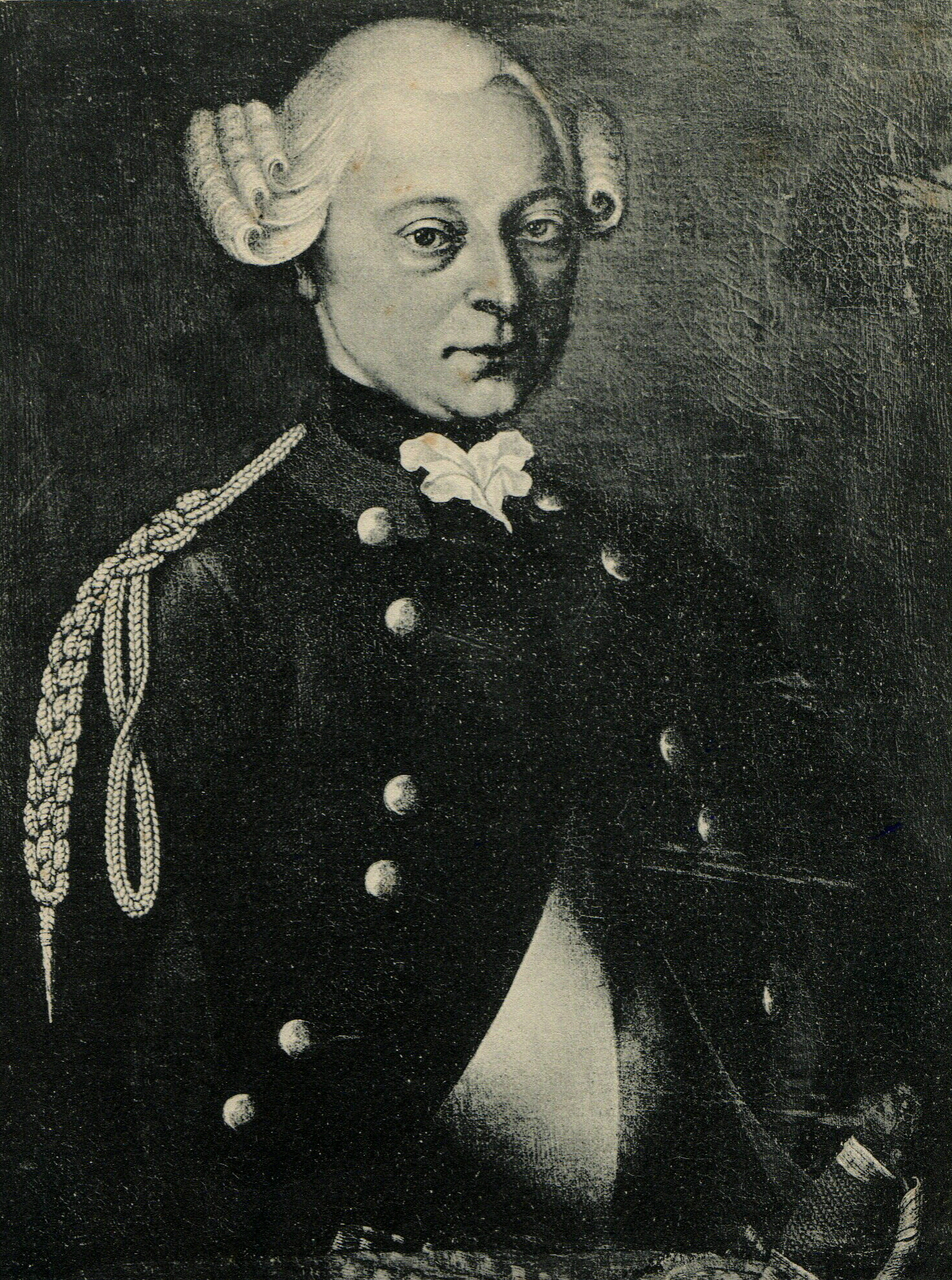
Hans Carl Erdmann von Dobeneck (1737–1817), Oberst und Kommandeur des Regiments „Graf Schwerin“ Nr. 52
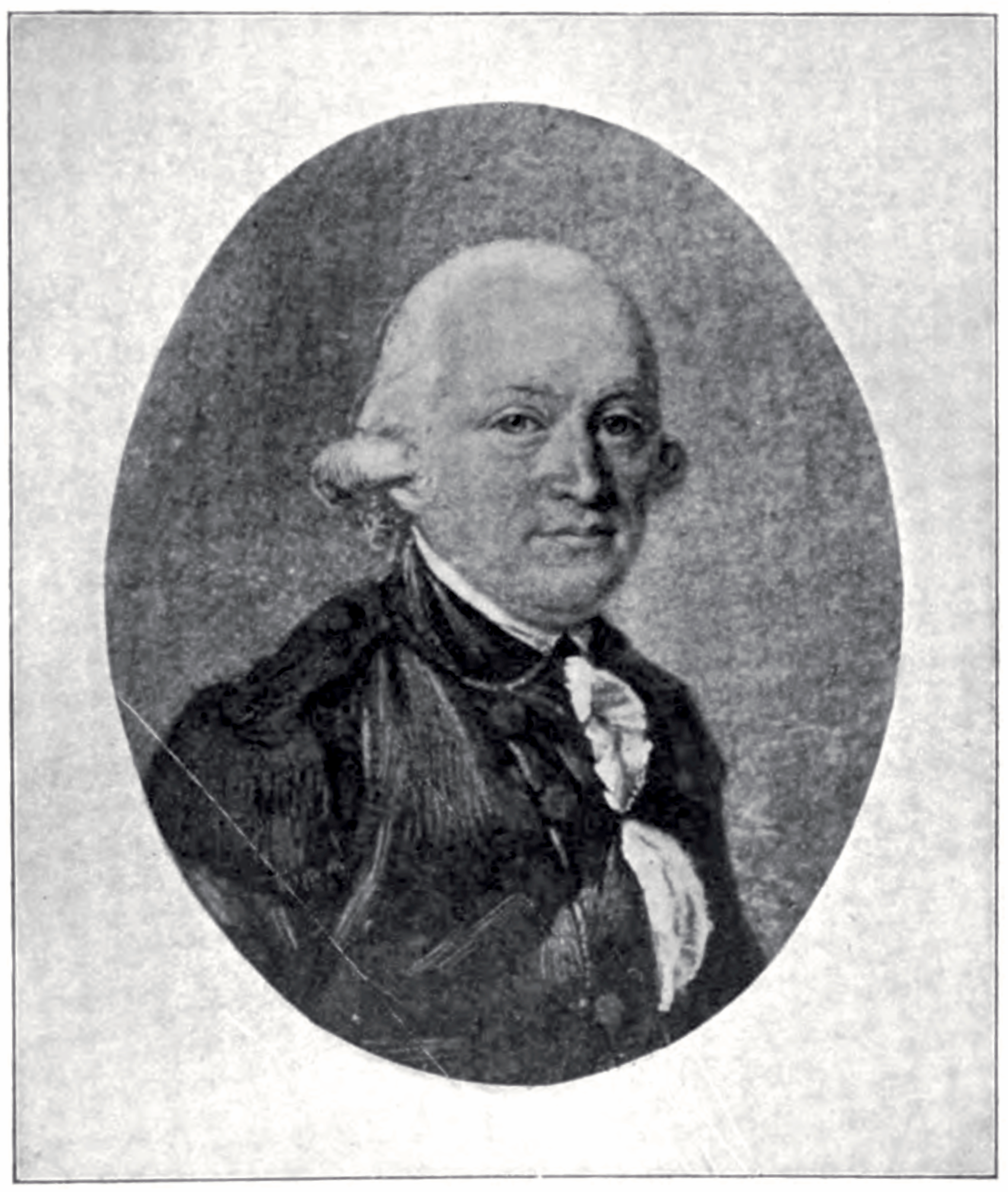
Hans Christian Rudolf Freiherr von Dobeneck (1748–1797)
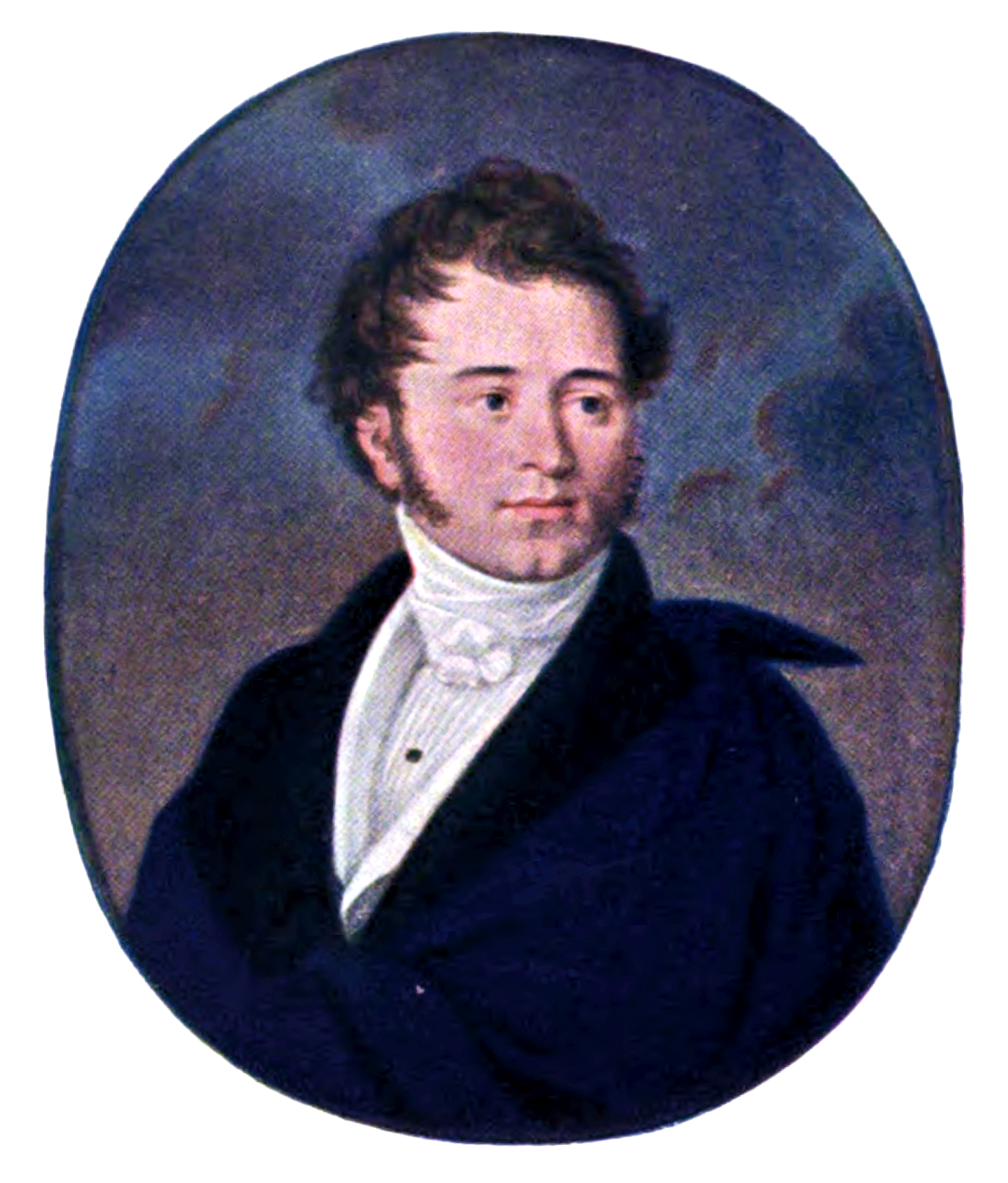
Carl Freiherr von Dobeneck (1795–1865)
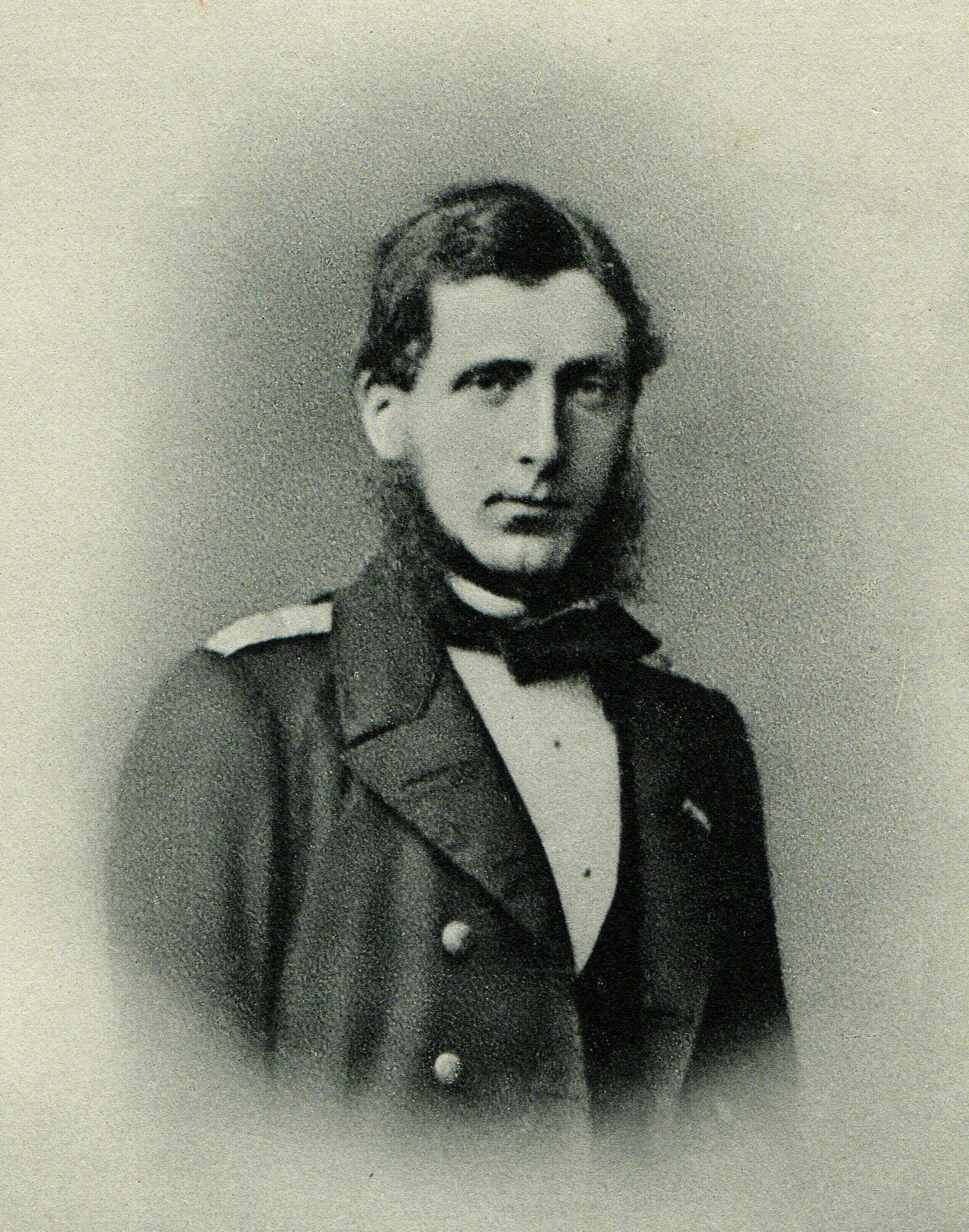
Hans Victor von Dobeneck (1832–1861), versank mit der Amazone

### Standeserhebungen
Zunächst wurden Ludwig Carl Wilhelm von Dobeneck (* 1779) auf Buch, königlich bayerischer Hauptmann, Carl Friedrich Ludwig von Dobeneck (* 1796) und Ludwig Friedrich Wilhelm Carl Sigmund von Dobeneck (* 1798) in die Adelsmatrikel im Königreich Bayern eingetragen. Am 9. Oktober 1826 und am 9. Oktober 1837 wurde das Geschlecht bei der Freiherrenklasse der Adelsmatrikel im Königreich Bayern immatrikuliert. Eine preußische Anerkennung des Freiherrenstandes erfolgte am 18. Januar 1844 zu Berlin.

## Wappen

### Familienwappen
Das Wappen zeigt in Silber einen roten Turnierhut mit verschlungenem rotem Sturmband. Auf dem Helm mit rot-silbernen Helmdecken ist der Hut mit zehn silbernen Hahnenfedern besteckt.

### Wappenabbildungen

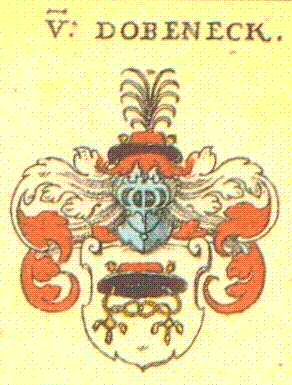
Wappen der Familie von Dobeneck aus Siebmachers Wappenbuch
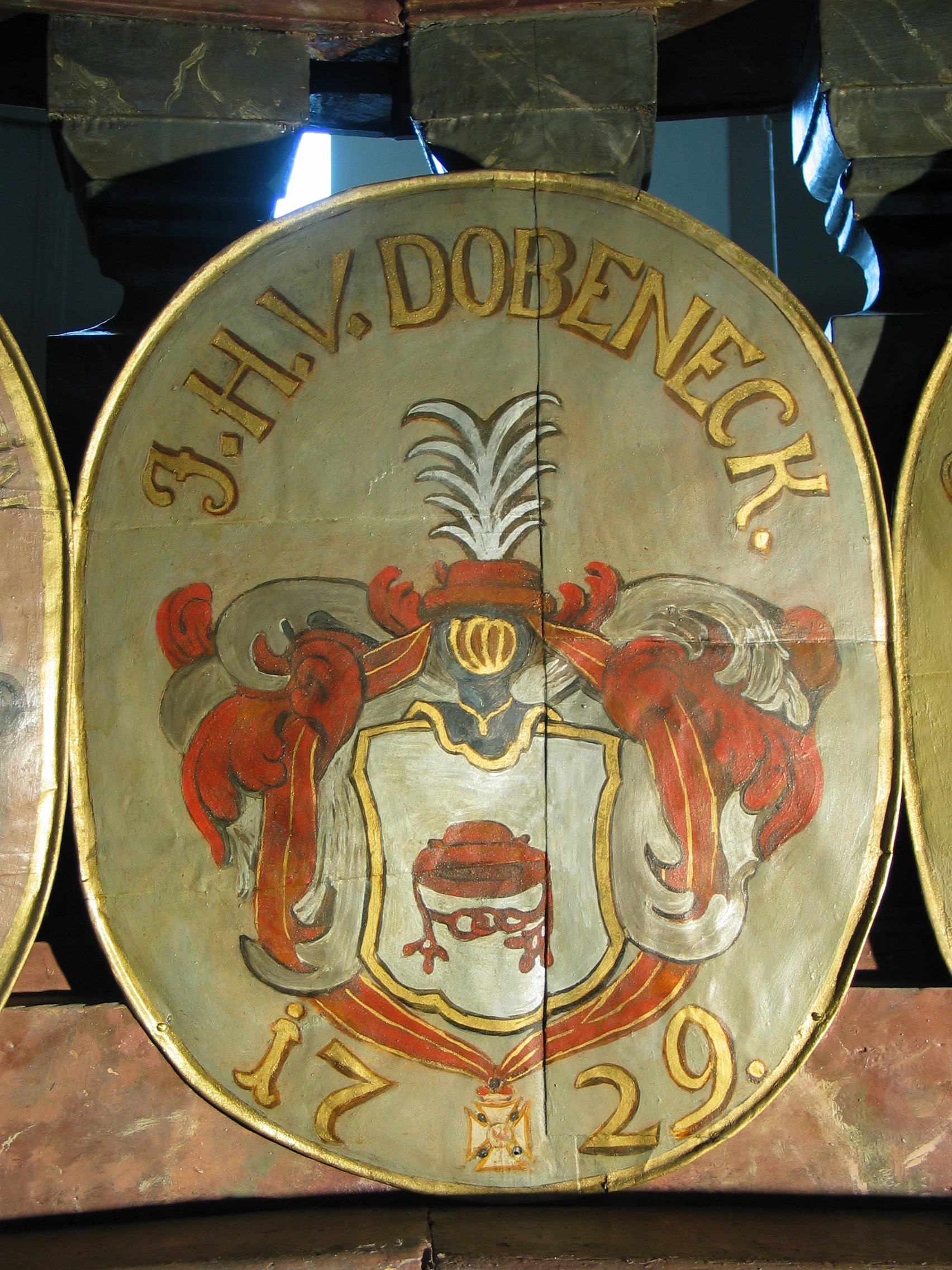
Die von Dobeneck im Roten Adlerorden, Ordensschild für Johann Heinrich von Dobeneck in der Ordenskirche von St. Georgen (Bayreuth)

## Persönlichkeiten
- Friedrich von Dobeneck († 1493), Amtmann von Thierstein in der Zeit des Bayerischen Krieges
- Hiob von Dobeneck (um 1450–1521), Bischof von Pomesanien
- Ursula von Dobeneck (16. Jhdt.), Äbtissin von Kloster Hof
- Wilhelm von Dobeneck († 1609), kurpfälzischer Stallmeister
- Henriette von Dobeneck (1781–1846), ⚭ Johann August Karl Fürst zu Wied (1779–1836)
- Ferdinand von Dobeneck (1791–1867), preußischer Generalleutnant
- Alban von Dobeneck (1833–1919), Landwirt, Politiker und Genealoge

### Bibliografie von Familienmitgliedern
- Alban (Freiherr) von Dobeneck: Geschichte der Familie von Dobeneck. Schöneberg-Berlin 1906.
- Alban von Dobeneck: Geschichte des ausgestorbenen Geschlechtes der von Sparneck (Teil 1/2). In: Archiv für die Geschichte von Oberfranken. Bayreuth 1905/1906. Nachdruck: ISBN 978-3-8370-8717-8.
- Alban von Dobeneck: Geschichte des ausgestorbenen Geschlechtes von Kotzau. In: Archiv für die Geschichte von Oberfranken. Bayreuth 1909.
- Alban von Dobeneck: Geschichte des ausgestorbenen Geschlechtes von Lüchau. In: Archiv für die Geschichte von Oberfranken. Bayreuth 1911.
- Dr. Arnold (Freiherr) von Dobeneck (Hrsg.): Zur Geschichte des erloschenen Geschlechtes der Rabensteiner von Doehlau. In: Archiv für die Geschichte von Oberfranken. Bayreuth 1914.
- Gothaisches genealogisches Taschenbuch der freiherrlichen Häuser 1858 S. 120ff, 1861 S. 114f, 1872 S. 119ff